# Tân Hồng (huyện)
Tân Hồng là một huyện cũ thuộc tỉnh Đồng Tháp, Việt Nam.

## Địa lý
Huyện Tân Hồng nằm ở phía bắc tỉnh Đồng Tháp, có vị trí địa lý: 
- Phía đông giáp tỉnh Long An
- Phía tây giáp thành phố Hồng Ngự
- Phía nam giáp huyện Tam Nông
- Phía bắc giáp Vương Quốc Campuchia.

Xã có diện tích 311 km², dân số năm 2019 là 75.456 người, mật độ dân số đạt 243 người/km².
Diện tích toàn huyện là 311 km². Địa hình huyện chủ yếu là đồng bằng phù sa cổ,thềm tích tụ-xâm thực. Có kênh Trung ương, Thày Ba Đàn, Thống Nhất chảy qua; phía bắc huyện có đường biên giới với Campuchia.

## Hành chính
Huyện Tân Hồng có 9 đơn vị hành chính cấp xã trực thuộc, bao gồm thị trấn Sa Rài (huyện lỵ) và 8 xã: An Phước, Bình Phú, Tân Công Chí, Tân Hộ Cơ, Tân Phước, Tân Thành A, Tân Thành B, Thông Bình.

## Lịch sử
Theo Quyết định số 41-HĐBT ngày 22 tháng 4 năm 1989 của Hội đồng Bộ trưởng, chia huyện Hồng Ngự thành hai huyện lấy tên là huyện Hồng Ngự và huyện Tân Hồng. Huyện Tân Hồng gồm 5 xã: An Phước, Tân Công Chí, Tân Hộ Cơ, Tân Thành, Thông Bình
- Giữ nguyên hiện trạng xã An Phước
- Tách 600 ha diện tích tự nhiên với 425 nhân khẩu của xã Tân Công Chí cùng với 2.600 ha diện tích tự nhiên và 8.015 nhân khẩu của xã Tân Thành để thành lập xã Tân Phước
- Tách 2.100 ha với 7.000 nhân khẩu của xã Tân Hộ Cơ và 800 ha với 860 nhân khẩu của xã Tân Công Chí đồng thời lấy thêm 620 ha với 350 nhân khẩu của xã Bình Thạnh (huyện Hồng Ngự cũ) để thành lập xã Bình Phú
- Tách 420 ha với 360 nhân khẩu của xã Thông Bình cho xã Tân Hộ Cơ, 550 ha với 2.245 nhân khẩu cho xã Tân Thành A, 550 ha với 260 nhân khẩu cho xã Tân Thành B và nhận lại của xã Tân Hộ Cơ 550 ha với 215 nhân khẩu
- Tách 2.100 ha với 7.000 nhân khẩu của xã Tân Hộ Cơ cho xã Bình Phú, 550 ha với 215 nhân khẩu cho xã Thông Bình, nhận 750 ha với 675 nhân khẩu của xã Tân Công Chí và nhận 420 hécta và 360 nhân khẩu của xã Thông Bình
- Giải thể xã Tân Thành cũ (sau khi đã tách 2.600 ha với 8.015 nhân khẩu để lập xã Tân Phước), tách 3.427 ha với 8.390 nhân khẩu của xã Tân Thành cũ và 1.550 ha với 2.245 nhân khẩu của xã Thông Bình để thành lập xã Tân Thành A; tách 190 ha với 420 nhân khẩu còn lại của xã Tân Thành cũ, 1.950 ha với 5.365 nhân khẩu của xã Tân Công Chí, 550 ha với 250 nhân khẩu của xã Thông Bình để thành lập xã Tân Thành B
- Tách 700 ha với 11.360 nhân khẩu của xã Tân Công Chí để thành lập thị trấn Sa Rài (huyện lỵ của huyện Tân Hồng), đồng thời tiếp nhận lại 1.132 ha diện tích tự nhiên với 1.100 nhân khẩu của xã Bình Thạnh. Sau khi điều chỉnh, xã Tân Công Chí có 5.670 ha diện tích tự nhiên và 6.082 nhân khẩu.

Sau khi thành lập, huyện Tân Hồng có 1 thị trấn và 8 xã.
Ngày 12/6/2025 Quốc Hội ban hành nghị quyết 1663/NQ-UBTVQH15 - bãi bỏ cấp huyện, huyện Tân Hồng bị chia thành 4 xã mới:
1. Thành lập xã Tân Hồng trên cơ sở sáp nhập toàn bộ diện tích và quy mô dân số của thị trấn Sa Rài, xã Tân Công Chí, và xã Bình Phú, trung tâm đặt tại Ủy ban Nhân dân thị trấn Sa Rài cũ.
2. Thành lập xã Tân Thành trên cơ sở sáp nhập toàn bộ diện tích và quy mô dân số của xã Thông Bình, Tân Thành A, trụ sở tại Ủy ban Nhân dân xã Tân Thành A cũ.
3. Thành lập xã Tân Hộ Cơ trên cơ sở sáp nhập toàn bộ diện tích và quy mô dân số của xã Tân Hộ Cơ, và xã Tân Thành B, trung tâm đặt tại Ủy ban Nhân dân xã Tân Hộ Cơ cũ.
4. Thành lập xã An Phước trên cơ sở sáp nhập toàn bộ diện tích và quy mô dân số của xã An Phước và xã Tân Phước, trung tâm đặt tại Ủy ban Nhân dân xã Tân Phước cũ.

Kể từ đó, huyện Tân Hồng chính thức giải thể.

## Kinh tế - xã hội

### Kinh tế
Kinh tế chủ yếu của huyện là Nông nghiệp và nuôi trồng thủy sản.
Thương mại dịch vụ: thương mại dịch vụ của huyện còn khá khiêm tốn. 
Lãnh đạo huyện và lãnh đạo của tỉnh Đồng Tháp, đang kêu gọi các nhà đầu tư, đầu tư vào Khu kinh tế cửa khẩu Quốc tế Dinh Bà của huyện. Ngoài ra huyện cũng đang hình thành khu công nghiệp Tân Thành B, ưu tiên cho sản xuất thức ăn gia súc và sản xuất công nghiệp.
Người dân Tân Hồng vui vẻ và mến khách, mời bạn hãy về thăm nơi đây thì sẽ biết.

### Xã hội

#### Giáo dục
Các trường THPT trên địa bàn huyện:
- THPT Tân Hồng
- THPT Tân Thành
- THPT Giồng Thị Đam.

## Giao thông
Hệ thống giao thông đường thủy, gồm có các kênh: Phía Bắc giáp Biên giới Campuchia có sông Sở Hạ, phía Tây có Kinh Thống Nhất (giáp ranh huyện Hồng Ngự), phía Nam có Kênh Hồng Ngự - Vĩnh Hưng, Phía đông có Kinh Cái Cái; ngoài ra còn có các kênh như Kênh Tân Thành - Lò Gạch, kênh Sa Rài tạo thành hệ thống giao thông thủy thuận tiên cho việc giao lưu và phát triển kinh tế với các Huyện phía Nam của tỉnh và với các huyện Tân Hưng, Vĩnh hưng, Mộc Hóa của tỉnh Long An.
Hệ thống giao thông đường bộ, gồm có các tuyến đường: Quốc lộ 30 (điểm đầu tại xã An Thái Trung thuộc huyện Cái Bè tỉnh Tiền Giang, đi qua các huyện Cao Lãnh, TP Cao Lãnh, huyện Thanh Bình, huyện Tam Nông, huyện Hồng Ngự và kết thúc tại cửa khẩu Quốc tế Dinh Bà; ĐT 842, ĐT843... Hệ thống giao thông nông thôn của huyện khá hoàn chỉnh. Nếu từ Tân Hồng đi TP Hồ Chí Minh, bạn sẽ đi theo đường ĐT 842, đi qua huyện Tân Hưng thuộc tỉnh Long An, sau đó theo Quốc lộ 62, bạn sẽ đi qua các huyện Vĩnh Hưng, Mộc Hóa, Tân Thạnh rồi đến Thành phố Tân An, ra Quốc lộ N1, tiến thẳng đi TP Hồ Chí Minh, với toàn bộ quãng đường dài 180Km, nếu đi theo Quốc lộ 30, quãng đường phải đi là 230km.